# Jan Molenaar (Engelandvaarder)
Jan Molenaar (Waddinxveen, 12 april 1918 – Hellendoorn, 28 maart 1942) was Engelandvaarder en slachtoffer van het Englandspiel.

## Biografie
Na zijn militaire dienstplicht trad Molenaar toe tot de Marechaussee. In mei 1940 week zijn onderdeel uit naar Engeland. Daar werd hij aangenomen bij de Inlichtingendienst en opgeleid tot parachutist. Hij werd SOE-agent en marconist van Leo Andringa, alias Turnip. Op 28 maart 1942 werden ze samen gedropt in het Hellendoornse Broek bij Haarle, Overijssel. Bij Molenaar kwam de wind onder zijn parachute, waardoor zijn hoofd tegen een weidepaal sloeg. Hij nam zijn zelfmoordpil, en werd door Andringa in een betonnen drinkbak voor koeien verstopt. Daar werd hij de volgende dag gevonden door mensen die kievietseieren aan het zoeken waren. Een van hen was veehouder Albertus Huzen (1916-1989). Nadat hij de parachute van Andringa had verstopt is hij naar het dorp Hellendoorn gegaan. Na overleg met de plaatselijke dominee heeft hij in het gemeentehuis aangifte gedaan van de vondst van een parachutist.
Molenaar werd als onbekend manspersoon opgebaard in het lijkenhuisje van de begraafplaats in Hellendoorn. De lijkschouwer stelde vast dat de doodsoorzaak vermoedelijk een schedelbasisfractuur was. Wat er daarna met zijn stoffelijk overschot is gebeurd bleef lange tijd onbekend. In 1980 deed de Oorlogsgravenstichting nog tevergeefs onderzoek naar de locatie van zijn graf. Uit het onderzoek kwam naar voren dat Molenaar hoogstwaarschijnlijk op 4 april 1942 als onbekend persoon in Velsen is gecremeerd.
Andringa werd op 28 april 1942 gearresteerd en in Mauthausen geëxecuteerd.

## Onderscheidingen
Molenaar kreeg in 1951 postuum het Bronzen Kruis. Hij werd postuum bevorderd tot majoor. Zijn naam staat vermeld op de Erelijst van Gevallenen 1940-1945.